# Acantharctia guineae
Acantharctia guineae är en fjärilsart som beskrevs av Embrik Strand 1912. Acantharctia guineae ingår i släktet Acantharctia och familjen björnspinnare. Inga underarter finns listade i Catalogue of Life.